# Danny Hodge
Pour les articles homonymes, voir Hodge.
Daniel Allen Hodge (né le 12 mai 1932 à Perry et mort le 25 décembre 2020) est un lutteur, un boxeur et catcheur (lutteur professionnel) américain.
D'abord lutteur au lycée puis à l'université de l'Oklahoma il fait partie de l'équipe américaine de lutte aux Jeux olympiques d'été de 1952 puis aux Jeux olympiques de 1956. En 1956, il obtient la médaille d'argent dans la catégorie des poids moyen.
Il s'essaie ensuite à la boxe et remporte le tournoi Golden Gloves de Chicago et le tournoi intercités Golden Gloves en 1958. Il passe professionnel et a un bilan de cinq victoires pour deux défaites.
Il devient enfin catcheur et travaille principalement à la National Wrestling Alliance Tri State (NWA Tri State), une fédération membre de la NWA et travaillant essentiellement dans l'Oklahoma, le Mississippi et la Louisiane. Il y remporte à sept reprises le championnat du monde poids lourd junior de la NWA et est triple champion poids lourd d'Amérique du Nord de la NWA Tri State. Sa carrière prend fin après un accident de la route en 1976 où il se blesse gravement à la nuque.
Il reçoit de nombreuses distinctions une fois sa carrière terminé et est notamment membre du Wrestling Observer Hall of Fame depuis 1996, du Professional Wrestling Hall of Fame and Museum depuis 2007 et du  NWA Hall of Fame (en) depuis 2010.

## Jeunesse et carrière de lutteur

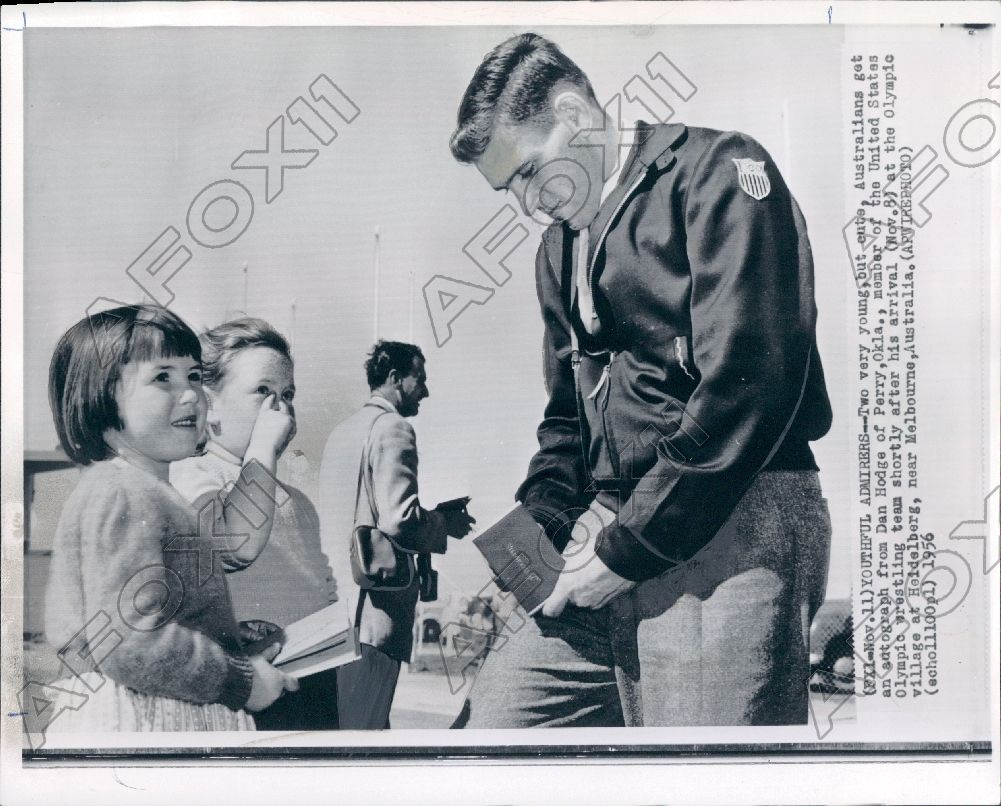
Daniel Hodge en 1956

Hodge est né dans une ferme près de Perry. Il fait partie de l'équipe de lutte du Perry High School et y remporte le championnat de l'état de l'Oklahoma en 1951. Il fait son service militaire dans la Navy après le lycée et continue la lutte. Cela lui permet de faire partie de l'équipe olympique de lutte pour les Jeux olympiques d'été de 1952 à Helsinki.
À la fin de son service militaire, l'université Northwestern lui propose une bourse sportive qu'il refuse pour aller à l'université de l'Oklahoma. Il fait partie de l'équipe de lutte et reste invaincu dans le championnat universitaire avec 46 victoires dont 36 par tombé. Il y remporte le championnat national de lutte libre de l'Amateur Athletic Union dans la catégorie des moins de 174 lb (79 kg) en 1954 et 1956 et celui de lutte gréco-romaine en 1957 dans la catégorie des moins de 191 lb (87 kg). En plus de cela, il remporte le championnat national universitaire de lutte entre 1955 et 1957 chez les moins de 174 lb (79 kg).
Ces différents exploits lui permet d'intégrer l'équipe olympique de lutte libre pour les Jeux olympiques d'été de 1956 à Melbourne. Il atteint la finale du tournoi mais ne parvient pas à vaincre le bulgare Nikola Stanchev. Il quitte Melbourne avec une médaille d'argent.
Il continue la lutte en 1957 et fait d'ailleurs la couverture du magazine Sports Illustrated le 1er avril 1957 devenant le premier lutteur à avoir cet honneur dans ce magazine.

## Carrière de boxeur
Après l'université, Hodge travaille pour Art Freeman, un ancien lutteur de l'université de l'Oklahoma qui dirige une compagnie pétrolière. Freeman est alors impressionné par les aptitudes d'Hodge au combat et lui propose de le sponsoriser pour faire de lui un boxeur. Hodge participe au tournoi Golden Gloves de Chicago qu'il remporte en 1958 puis le tournoi intercités Golden Gloves,.
Il passe professionnel en juin 1958 après seulement une vingtaine de combats en amateur. Sa carrière s'avère très courte puisqu'il décide d'arrêter au printemps 1959 à la suite d'un différend financier avec son promoteur.

## Carrière de catcheur

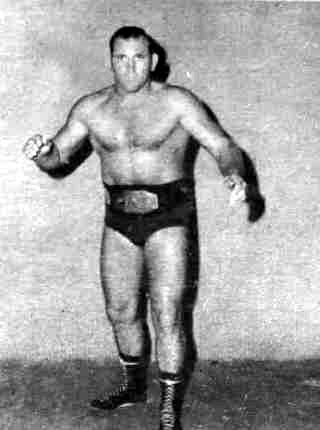
Danny Hodge en 1972 avec la ceinture de champion du monde poids lourd de la National Wrestling Alliance

En 1959, Hodge vient voir Leroy McGuirk (en), un lutteur de l'université de l'Oklahoma devenu catcheur et promoteur de la National Wrestling Alliance Tri State (NWA Tri State). Il apprend le catch auprès de Ed « Strangler » Lewis (en), un des grand nom du catch aux États-Unis durant l'entre deux guerre.
Il remporte son premier combat le 13 octobre 1959 face à Sascha the Great. McGuirk décide rapidement de mettre en valeur Hodge en faisant de lui le champion du monde poids lourd junior le 22 juillet 1960 après sa victoire face à Angelo Savoldi (en),. Durant ce premier règne, il démasque Mr X le 23 février 1961 dans un match où le championnat du monde poids lourd junior de la NWA est en jeu. Ce premier règne est le plus long de l'histoire puisqu'il dure 3 ans, 11 mois et 19 jours et prend fin après sa défaite face à Hiro Matsuda le 11 juillet 1964.

## Palmarès

### Comme boxeur
- Golden Gloves
  - Vainqueur du tournoi Golden Gloves de Chicago en 1958 dans la catégorie des poids lourd[8]
  - Vainqueur du tournoi Golden Gloves intercités en 1958 dans la catégorie des poids lourd[9]

| Décision possible : KO • TKO (KO technique) • UD (décision aux points unanime) • MD (décision aux points majoritaire) • SD (décision aux points partagée) • D (match nul) • NC (sans décision) • RTD (abandon) |        |               |      |       |                   |                                               |       |
| Résultat | Record | Adversaire    | Type | Round | Date              | Lieu                                          | Notes |
| Défaite | 7-2-0  | Nino Valdes   | TKO  | 8     | 28 avril 1959     | Forum, Wichita, Kansas                        |       |
| Victoire | 7-1-0  | Garvin Sawyer | KO   | 8     | 24 février 1959   | Auditorium, Miami, Floride                    |       |
| Victoire | 6-1-0  | Lou Bailey    | SD   | 8     | 29 janvier 1959   | Forum, Wichita, Kansas                        |       |
| Victoire | 5-1-0  | Ted Poole     | TKO  | 5     | 6 novembre 1958   | Forum, Wichita, Kansas                        |       |
| Victoire | 4-1-0  | Maurice Green | KO   | 2     | 7 octobre 1958    | John Divine Hall, Perry, Oklahoma             |       |
| Victoire | 3-1-0  | Art Norris    | PTS  | 10    | 18 septembre 1958 | Wichita, Kansas                               |       |
| Défaite | 2-1-0  | Art Norris    | TKO  | 4     | 6 août 1958       | Chicago Stadium, Chicago, Illinois            |       |
| Victoire | 2-0-0  | Don Jasper    | KO   | 3     | 14 juillet 1958   | Forum, Wichita, Kansas                        |       |
| Victoire | 1-0-0  | Norm Jackson  | KO   | 1     | 10 juin 1958      | Catholic Youth Center, Scranton, Pennsylvanie |       |

### Comme catcheur

#### Titres et distinctions
- International Wrestling Enterprise (en)
  - 1 fois champion du monde poids lourd de la Trans-World Wrestling Alliance[15]

- Japan Pro Wrestling Alliance (en)
  - 1 fois champion par équipes international de la National Wrestling Alliance[16]
- National Wrestling Alliance (NWA)
  - 7 fois champion du monde poids lourd junior de la NWA[14]
  - Membre du NWA Hall of Fame (en) (promotion 2010)[17]
- National Wrestling Alliance Tri State (NWA Tri State)
  - 1 fois champion poids lourd junior de l'Oklahoma de la NWA Tri State[18]
  - 3 fois champion poids lourd d'Amérique du Nord de la NWA Tri State[19]
  - 5 fois champion des États-Unis par équipes de la NWA Tri State (avec Jose Lothario, 2 fois avec Skandor Akbar et 2 fois avec Lorenzo Parente)[20]
- Pacific Northwest Wrestling
  - 1 fois champion par équipes de la NWA Pacific Northwest avec Shag Thomas[21]

#### Résultats des matchs à enjeu
| # | Résultat | Enjeu   | Adversaire (enjeu)      | Date             | Lieu                    | Notes                                                                   |
| - | -------- | ------- | ----------------------- | ---------------- | ----------------------- | ----------------------------------------------------------------------- |
| 1 | Victoire | Cheveux | The Jackal (masque)     | 19 février 1974  | Tampa (Floride)         |                                                                         |
| 2 | Victoire | Cheveux | Tarzan Baxter (cheveux) | 10 novembre 1973 | Joplin (Missouri)       | Le championnat du monde poids lourd de la NWA d'Hodge est aussi en jeu. |
| 3 | Victoire | Cheveux | Mr X (masque)           | 23 février 1961  | Chattanooga (Tennessee) | Le championnat du monde poids lourd de la NWA d'Hodge est aussi en jeu. |

### Comme lutteur
- Amateur Athletic Union (AAU)
  - Champion national AAU en 1954 dans la catégorie des moins de 174 lb (79 kg)[1]
  - Champion national AAU en 1956 dans la catégorie des moins de 174 lb (79 kg)[1]
  - Champion national AAU de lutte gréco-romaine en 1956 dans la catégorie des moins de 191 lb (87 kg)[1]
- Championnat national universitaire
  - Champion national universitaire en 1955 dans la catégorie des moins de 174 lb (79 kg)[1]
  - Champion national universitaire en 1956 dans la catégorie des moins de 174 lb (79 kg)[1]
  - Champion national universitaire en 1957 dans la catégorie des moins de 174 lb (79 kg)[1]
- Jeux olympiques d'été de 1952
  - 9e en lutte libre dans la catégorie des poids moyen[5]
- Jeux olympiques d'été de 1956
  -  en lutte libre dans la catégorie des poids moyen[5]
- National Wrestling Hall of Fame
  - Membre éminent National Wrestling Hall of Fame (promotion 1976)[23]

## Récompenses des magazines et autres distonctions
- Oklahoma Sport Hall of Fame
  - Membre du Hall of Fame (promotion 1994)[24]
- Pro Wrestling Illustrated
  - Prix Stanley Weston pour l'ensemble de sa carrière en 1996[25]
- Wrestling Observer Newsletter
  - Membre du Wrestling Observer Hall of Fame (promotion 1996)[26]